# Kurašiki
Kurašiki (japonsky:倉敷市;Kurašiki-ši) je historické japonské město. Především městská čtvrť Bikan je známa typickou japonskou architekturou z 19. století. Město má okolo 435 tisíc obyvatel a má rozlohu přes 355 km². Ve městě se nachází jedna státní a několik soukromých univerzit a Óharova galerie s kvalitní sbírkou západního i japonského umění.

## Rodáci
- Juka Kadoová (* 1990) – fotbalistka

## Partnerská města
- Čen-ťiang, Čína (18. listopad 1997)
- Christchurch, Nový Zéland (7. březen 1973)
- Kansas City, Missouri, Spojené státy americké (28. květen 1972)
- St. Pölten, Rakousko (29. září 1957)